# Carl Stemmler (Zoologe)
Carl Othmar Stemmler (* 4. April 1904 in Dijon, Frankreich; † 31. Dezember 1987 in Basel), zur Unterscheidung von seinem gleichnamigen Vater auch Stemmler-Morath, war ein Schweizer Zoologe, Autor und Kommunalpolitiker. Als «Tierbeobachter von wissenschaftlichem Format» engagierte er sich für den Naturschutz, den er in Vorträgen, Büchern und Heften und als Mitglied verschiedener Kommissionen propagierte. Er hat das Verhältnis einer ganzen Generation von Deutschschweizern zur Natur nachhaltig mitgeprägt und war zu seinen Lebzeiten wohl der bekannteste Tier- und Naturschützer der Schweiz.

## Leben und Engagement für den Naturschutz
In der Generationenfolge der Familie Stemmler gab es drei Personen mit dem Vornamen Carl. Der jüngste wurde am 4. April 1904 in Dijon geboren. Seine Eltern, die aus Schopfheim im Wiesental stammende Frieda Vetter († 1960) und der Pionier des Schweizer Naturschutzes und «Adlervater» genannte Schaffhauser Bürger Carl Stemmler (1882–1971), waren nach ihrer Heirat im Jahr 1903 nach Frankreich gezogen, wo sein Vater in Dijon und Besançon als Kürschner arbeitete. Die Familie kehrte 1905 nach Schaffhausen zurück. Dort wuchs Carl Stemmler jun. mit einem jüngeren Bruder und einer jüngeren Schwester im Haus «Zur Stockarburg» an der Vordergasse auf.
Sein Medizinstudium an der Universität Basel brach Stemmler 1927 ab, um Zoowärter zu werden. Bis 1964 war er als Oberwärter im heute «Zolli» genannten Basler Zoo beschäftigt; besonders populär war er als Betreuer der Menschenaffen. Die sinnvolle Beschäftigung der Tiere entsprach in der Art und in der gewünschten Nähe zum Menschen allerdings noch nicht den heutigen Ansprüchen einer möglichst naturnahen Haltung. Jedoch schrieb Carl Stemmler in seinem Buch Freundschaft mit Tieren, man müsse bei Menschenaffen in Gefangenschaft unbedingt Massnahmen gegen die Langeweile ergreifen – nur so könnten die Tiere körperlich und seelisch gesund bleiben. Auch, um die Tiere gegebenenfalls pflegen und sich ihnen problemlos nähern zu können. Der Pfleger ass zum Beispiel mit den Tieren an einem kleinen Tisch, lehrte sie das Velo- oder Trottinettfahren oder ging mit den Tieren im Garten spazieren. Um das Vertrauen der Tiere zu gewinnen, legte er sich beispielsweise bei der ersten Bekanntschaft mit den Schimpansen Max und Moritz flach auf den Rücken, «um mich besser mit ihnen vertraut zu machen und ihnen insbesondere die Scheu vor dem aufrecht stehenden, imposant auf sie wirkenden Menschen zu nehmen». Stemmler bestand auch darauf, dass die Schimpansen beim Essen die Beine frei von den Stühlen herunterhängen liessen und nicht, wie es für sie natürlich gewesen wäre, sie beim Sitzen anzuziehen: «Indem man sie in die unnatürliche menschliche Sitzweise zwingt, können die Tiere niemals unbemerkt wegspringen oder einen überfallen, da sie zu diesem Zwecke erst die Beine in Hockstellung bringen müssten.» Carl Stemmler erwähnte in diesem Zusammenhang die vielen Mütter, die ihm bekundeten, welch erzieherischen Wert seine brav essenden Schimpansen auf ihre Kinder gehabt hätten. Er lehrte die Schimpansen, bei seinen Rundgängen mit ihnen im Zoo den Abfall einzusammeln und in die Papierkörbe zu werfen. Auch die Ernährung entsprach der des Menschen, erst zum Ende seiner Amtszeit führte Stemmler langsam eine tiergerechte Nahrung ein.

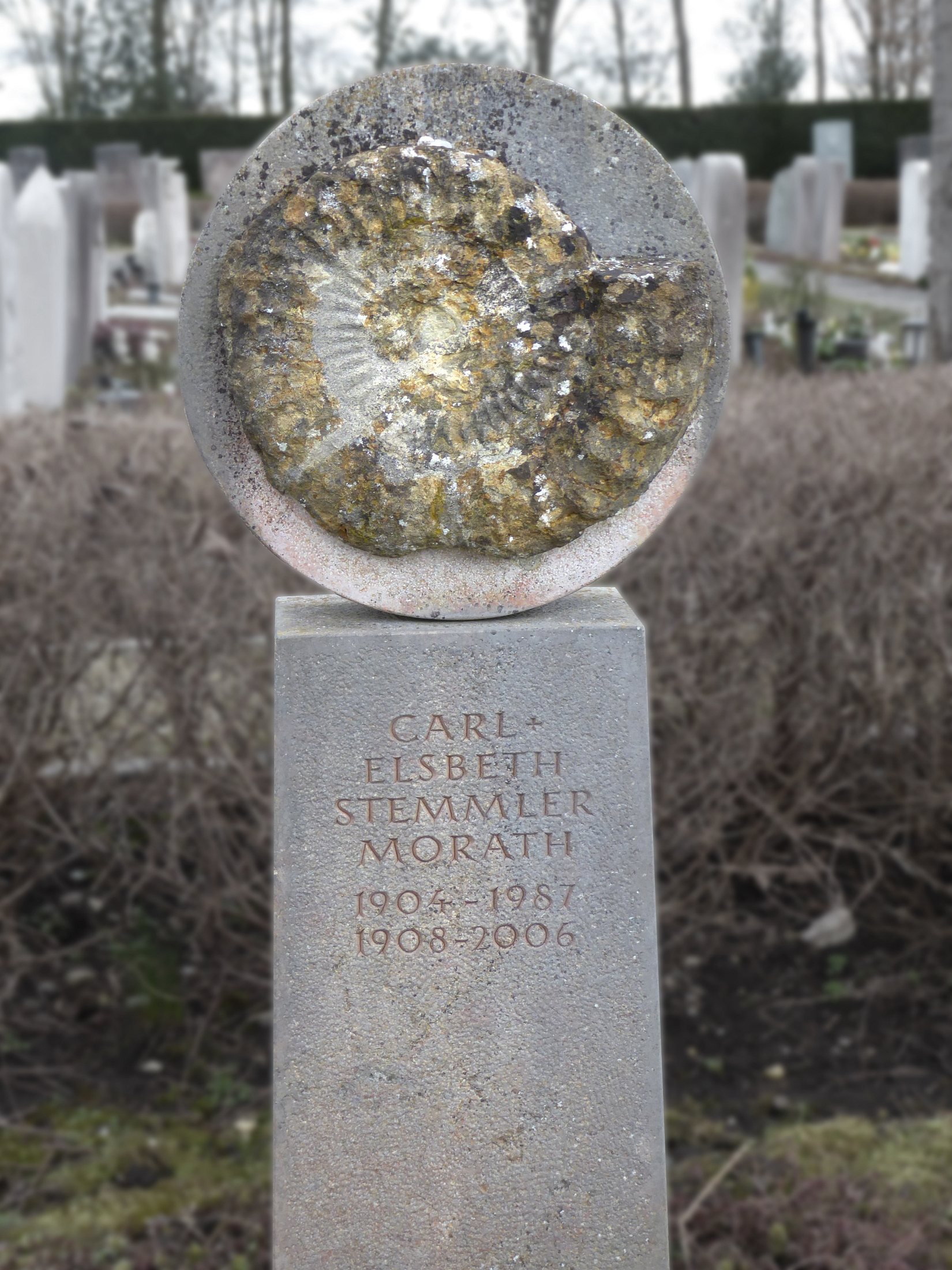
Grab auf dem Friedhof am Hörnli.

Mit seinen lustig dokumentierten Zooführungen versuchte er zudem in den 1960er Jahren, bei Schülern das Interesse für die Natur und die Tiere zu wecken. Als Stemmler bereits pensioniert war, führte er eine Seniorengruppe durch das Affenhaus. Als er dabei mit dem Orang-Utan «Nico» spielen wollte, riss dieser ihm, trotz der dichten Gitterstäbe, den gesamten Daumen ab.
Ab 1935 war Stemmler regelmässiger und populärer Mitarbeiter bei Radio Basel. Seine Sendung «Kind und Tier» zählte fast 50 Jahre lang zu den beliebtesten Jugendsendungen der Schweiz. Er veröffentlichte zahlreiche Beiträge in Heften des Schweizerischen Jugendschriftenwerks (SJW) und war von 1947 bis 1974 Redaktor der Zeitschrift Der Tierfreund des Schweizerischen Tierschutzverbandes. Zu seinen Veröffentlichungen gehörten auch Bücher, die sich direkt an die Kinder wandten.
Nach seiner Pensionierung 1964 engagierte sich Stemmler zudem in der Kommunalpolitik. Zwischen 1968 und 1980 gehörte er als Mitglied des Landesrings der Unabhängigen (LdU) dem Grossen Rat der Stadt Basel an, wo er vor allem Anliegen des Naturschutzes vertrat.
1971 ehrte ihn die Universität Basel für seine grossen Verdienste um die Verbesserung der Beziehungen zwischen Mensch und Tier mit ihrer Ehrendoktorwürde.
Ab 1930 war Stemmler mit Elsbeth Morath (1908–2006) verheiratet. Die Familie lebte in Bibern (heute Gemeinde Thayngen) und Basel. Ihr gemeinsamer Sohn Othmar Stemmler-Gyger (1935–2018) war ebenfalls ein bekannter Zoologe.
Carl Stemmler starb am 31. Dezember 1987 im Alter von 83 Jahren in Basel, er fand seine letzte Ruhestätte auf dem Friedhof am Hörnli.

## Auszeichnungen und Ehrungen
- 1971: Ehrendoktortitel der Universität Basel

## Werke (Auswahl)
- Das Halten und Züchten von Schlangen. In: Handbuch der biologischen Arbeitsmethoden. 1938, S. 729–768.[11]
- Das Halten und Züchten von Menschenaffen. In: Handbuch der biologischen Arbeitsmethoden. 1938, S. 769–822.[11]
- Freundschaft mit Tieren: Naturwahre Tierschilderungen aus Freiheit und Gefangenschaft. Rentsch, Erlenbach-Zürich 1941.
- Erlebnisse mit Tieren: Ein Tierbuch für die Jugend mit lustigen Zeichnungen des 14jährigen Rudolf Frauenfelder. Sauerländer, Aarau 1943.
- Haltung von Tieren: Ein Nachschlagebuch für junge und alte Tierfreunde zur Pflege heimischer und fremder Tiere von der Ameise bis zum Kaninchen. Sauerländer, Aarau 1946.
- Naturschutz: Ein Handbuch für Freunde des praktischen Heimat- und Naturschutzes. Sauerländer, Aarau 1949.
- Kleine Tierkunde für Tessinwanderer. 1950.

- Im Lande der roten Erde: Von Menschen und Tieren in Südmarokko. 1952.
- Haltung von Tieren. Frankfurt am Main, 1946–1968, ISBN 978-3-7941-2101-4.
- Von Tieren im Zoo und im Freien. 1959.
- Aus Wildtieren wurden Haustiere. 1968.
- Kind und Tier. 1968.
- Affengeschichten. Verlag Gute Schriften, Bern, Bd. 361, 1971.
- Schlangen. Verlag Gute Schriften, Basel 1971.
- Tiere hegen – Tiere pflegen. Liebs, liebs Büseli bösi Chatz. Schweizer Jugendschriftenwerk, 1972.
- Tiere als Baumeister. 1975.
- mit Roland Thalmann: Wie verbringen Tiere den Winter. 1976.
- Jugenderinnerungen eines Tierfreundes. Friedrich Reinhardt Verlag, Basel 1978, ISBN 3-7245-0423-3.
- Meine Freunde im Zoo. Friedrich Reinhardt Verlag, Basel 1979, ISBN 3-7245-0435-7.
- Carl Stemmler, Jürg Klages: Tiere im Zoo: was Kinder über Tiere im Zoo wissen wollen; Säugetiere. Kinderbuchverlag Reich, Luzern 1980, ISBN 3-7941-2045-0.
  - Les animaux du zoo. Éditions Gamma, Paris 1982, ISBN 2-7130-0521-3 (französisch).